# Хабаровский округ
Хабаровский округ — административно-территориальная единица Дальневосточного края, существовавшая в 1926—1930 годах.
Хабаровский округ был образован в 1926 году. Центром округа был назначен город Хабаровск. В состав округа были переданы территории Хабаровского уезда (кроме Нижне-Тамбовской и Северной части Троицкой волостей); волостей Калининской, Уткинской и Тихоновской Спасского уезда; северной части Тетюхинской волости Владивостокского уезда; южной части Больше-Михайловской волости Николаевского уезда Приморской губернии; Михайло-Семеновской волости Завитинского уезда Амурской губернии.
Первоначально округ был разделён на 5 районов: Калининский, Ленинский, Михайло-Семёновский, Некрасовский и Советский.
30 июля 1930 Хабаровский округ, как и большинство остальных округов СССР, был упразднён. Его районы отошли в прямое подчинение Дальневосточного края.
Население округа в 1926 году составляло 176,1 тыс. человек (без иностранцев, которых было 12,3 тыс.). Из них русские — 54,0 %; украинцы — 28,1 %; белорусы — 6,7 %; корейцы — 4,9 %; нивхи — 1,6 %.